# توماس هنري بال
توماس هنري بال (بالإنجليزية: Thomas Henry Ball) هو محامي وسياسي أمريكي، ولد في 14 يناير 1859 في هانتسفيل في الولايات المتحدة، وتوفي في 7 مايو 1944 في هيوستن في الولايات المتحدة. حزبياً، نشط في الحزب الديمقراطي. وقد انتخب عضو مجلس النواب الأمريكي.